# Crematogaster alafara
Crematogaster alafara es una especie de hormiga acróbata del género Crematogaster, categorizada en la tribu Crematogastrini, de la subfamilia Myrmicinae. Fue descrita por Blaimer en 2013.

## Distribución
Se distribuye por Madagascar.

## Hábitat
Habita en troncos podridos, ramas, madera y la hojarasca. Se ha encontrado a elevaciones de 600-1360 m s. n. m.